# 裴漼
裴漼（?—736年），绛州闻喜县（今山西省运城市闻喜县）人，出自河东裴氏定著五房之一的南来吴裴。

## 家世
父裴琰之，唐高宗永徽年间为同州司户参军，刺史李崇义故意将数百道积年旧案件让他马上断案，裴琰之须臾就处理完毕，李崇义大惊：“公何忍藏锋以成鄙夫之过！”由是大知名，号为“霹雳手”。历任永年令、仓部郎中。

## 生平
裴漼为奉养父母，十数年不求仕途。父亲去世后，才出来应大礼科举，官拜陈留主簿，累迁监察御史。因不畏权贵，坚持与御史李尚隐一起弹劾安乐公主及上官婉儿的党羽吏部侍郎崔湜、郑愔贪赃，被当时人所称赞。三迁中书舍人。
太极元年（712年），唐睿宗为金仙公主、玉真公主修造道观，裴漼以征召大量百姓服劳役，妨碍农事，上书劝谏，不久转转兵部侍郎。
开元五年（717年），改任吏部侍郎。再转黄门侍郎，代韦抗为御史大夫。时裴漼好友张说担任宰相，多次举荐裴漼，玄宗也很看重他，就擢拜他为吏部尚书，寻转太子宾客。开元二十四年（736年）卒，年七十余，赠礼部尚书，谥曰懿。
裴漼早年俭约，但久居要职多年后，逐渐奢华，纳了很多姬妾，赏赐给她们绫罗绸缎，很是被当时的人议论嘲讽。
嵩山《少林寺碑》由裴漼撰文书写。

## 延伸阅读
[在维基数据编辑]
 在维基文库阅读此作者作品
 《舊唐書/卷100》，出自刘昫《舊唐書》
 《新唐書·卷130》，出自《新唐書》